# Lirac
Lirac ist eine französische Gemeinde mit 938 Einwohnern (Stand 1. Januar 2022) im Département Gard in der Region Okzitanien.

## Geografie
Lirac liegt etwa 20 Kilometer nordwestlich von Avignon auf der orografisch rechten Seite der Rhône, nahe der Autoroute A9 (E15). Die 976 ha große Gemeinde liegt auf 121 m ü. NN Höhe und ist für ihren Wein bekannt, der bereits im 16. Jahrhundert über den Wasserweg der Rhône bis weit nach Norden exportiert wurde.

## Bevölkerungsentwicklung
| Jahr                       | 1962 | 1968 | 1975 | 1982 | 1990 | 1999 | 2008 | 2017 |
| -------------------------- | ---- | ---- | ---- | ---- | ---- | ---- | ---- | ---- |
| Einwohner                  | 272  | 317  | 329  | 442  | 631  | 420  | 838  | 904  |
| Quellen: Cassini und INSEE |      |      |      |      |      |      |      |      |

## Weinbau in Lirac
Lirac ist auch der Name eines Weinbaugebietes in der Weinregion der südlichen Rhône.
Der Wein von Lirac hat seit dem 14. Oktober 1947 den Status einer Appellation d’Origine Contrôlée (das Statut wurde am 2. Oktober 1992 leicht modifiziert bestätigt). In die Appellation fallen außerdem die Gemeinden Saint-Laurent-des-Arbres, Saint-Geniès-de-Comolas und Roquemaure. Die Gesamtanbaufläche beträgt etwa 642 ha, aus den im Jahr 2002 22.250 hl Wein hergestellt wurden. Es werden vorwiegend Rotwein und Roséwein produziert. Die Roséweine sind preiswertere Alternativen zum südlicher gelegenen Weinbaugebiet Tavel. In geringerem Umfang werden auch Weißweine hergestellt. Die zulässigen Höchsterträge sind auf 35 hl/ha festgelegt; dieser Wert wird allerdings regelmäßig auf 42 hl/ha heraufgesetzt.
Folgende Rebsorten werden eingesetzt:
- Weiße Rebsorten: Die Leitreben Bourboulenc, Clairette Blanche und Grenache Blanc (jeweils max. 60 %). Beigemischt werden dürfen Marsanne blanche, Piquepoul Blanc, Roussanne, Ugni Blanc und Viognier (max. 30 %)
- Rote Rebsorten: Grenache (min. 40 %), Mourvèdre und Syrah (jeweils min. 25 %), Cinsault und Carignan (max. 10 %) sowie Clairette Rose.

Die Weißweine und Roséweine sollten nicht zu lange gelagert werden (max. 2 Jahre) und können gut gekühlt, bei ca. 10 °C genossen werden.
Die Rotweine können max. 4–6 Jahre lagern und bei ca. 16–17 °C getrunken werden.